# Georges de Villebois-Mareuil
Georges Henri Anne-Marie Victor, graaf van Villebois-Mareuil (Montaigu, 22 maart 1847- Boshof, 5 april 1900) was een Frans generaal. Hij vocht in de Frans-Duitse Oorlog en was generaal van het vrijwilligerslegioen van de Boeren tijdens de Tweede Boerenoorlog.

## Tweede Boerenoorlog
Georges de Villebois-Mareuil was een geroutineerde militair en auteur van militaire boeken en romans. Aan de vooravond van de Tweede Boerenoorlog schreef Villebois-Mareuil een brief aan de Transvaalse gezant Willem Johannes Leyds waarin hij zijn diensten aanbood. Hij reisde af naar Zuid-Afrika maar werd aanvankelijk genegeerd door generaals Piet Joubert en Louis Botha. Op 17 maart 1900 werd Villebois-Mareuil te Kroonstad door de presidenten Paul Kruger en Marthinus Theunis Steyn benoemd tot generaal van het vrijwilligerslegioen van de Boeren. Op 24 maart vertrok hij met ongeveer 125 Fransen en Nederlanders uit Kroonstad om het spoor ten zuiden Kimberley op te blazen.
Op 5 april 1900 was zijn leger op weg om Boshof te ontzetten. Tijdens een rustpauze werd het leger aangevallen door de Britten en na een gevecht van vier uur sneuvelde Villebois-Mareuil. Hij werd de volgende dag door zijn vijanden begraven en de begrafenis werd bijgewoond door 1.500 Britse soldaten. Een herdenkingsbijeenkomst in de Notre-Dame van Parijs werd door 10.000 Fransen bijgewoond.
In Nantes staat een standbeeld van Villebois-Mareuil.